# Біогенез (Цілком таємно)
Біогенез (Biogenesis) — 22-й епізод шостого сезону серіалу «Цілком таємно». Епізод належить до «міфології серіалу» — та надає змогу глибше з нею ознайомитися. Прем'єра в мережі «Фокс» відбулася 16 травня 1999 року.
У США серія отримала рейтинг Нільсена рівний 9.4, який означає, що в день виходу її подивилися 15.86 мільйона глядачів.

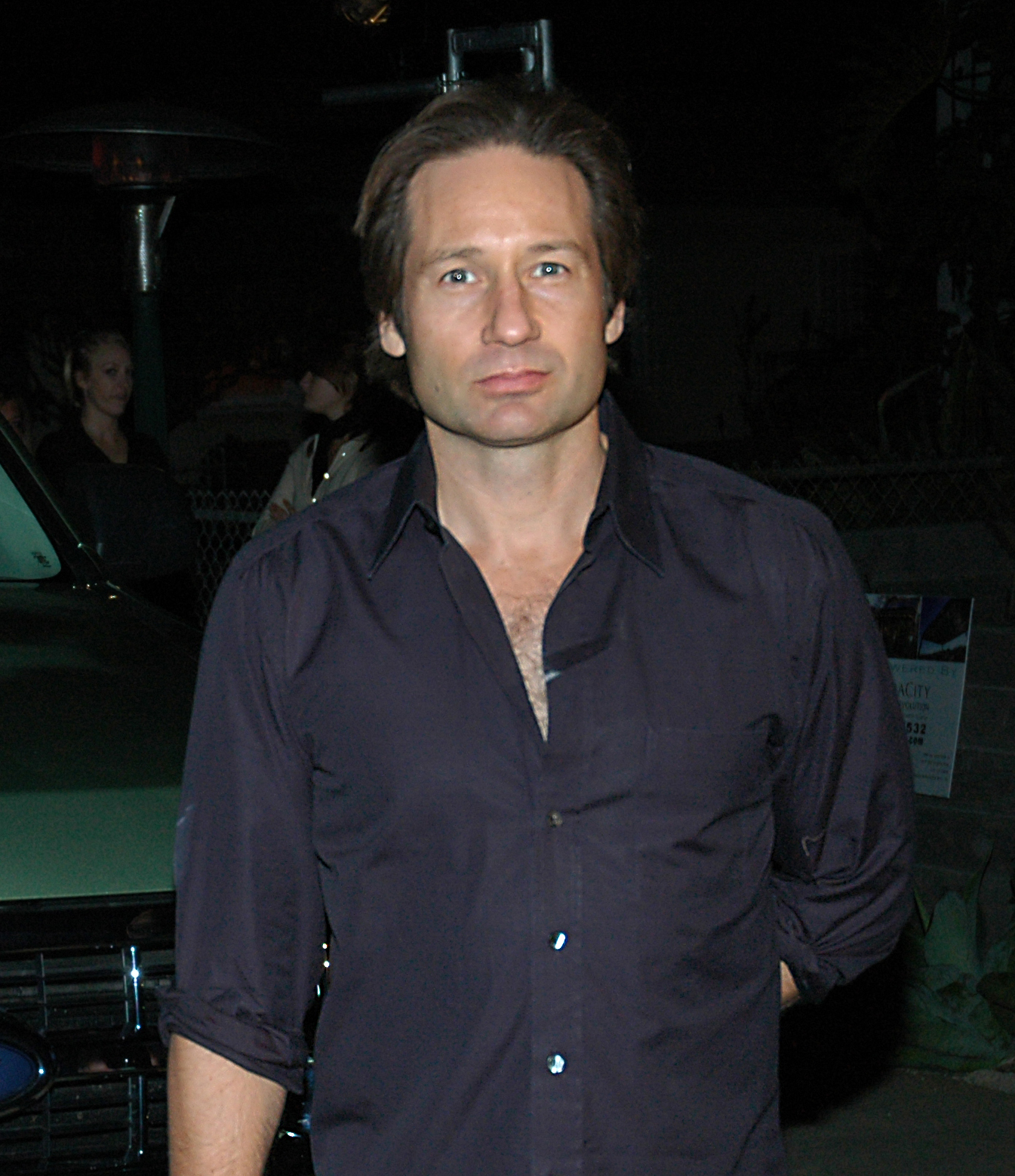

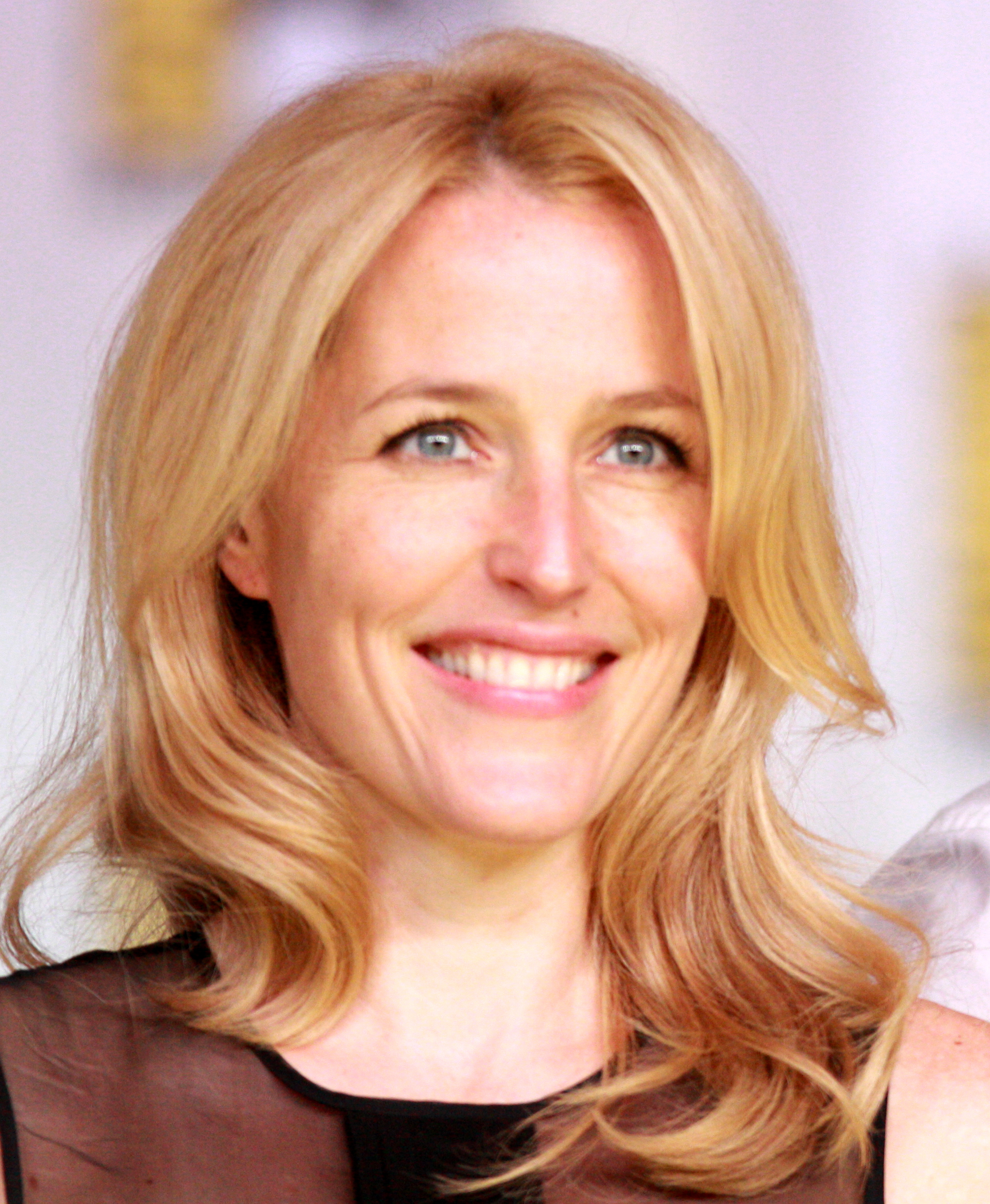

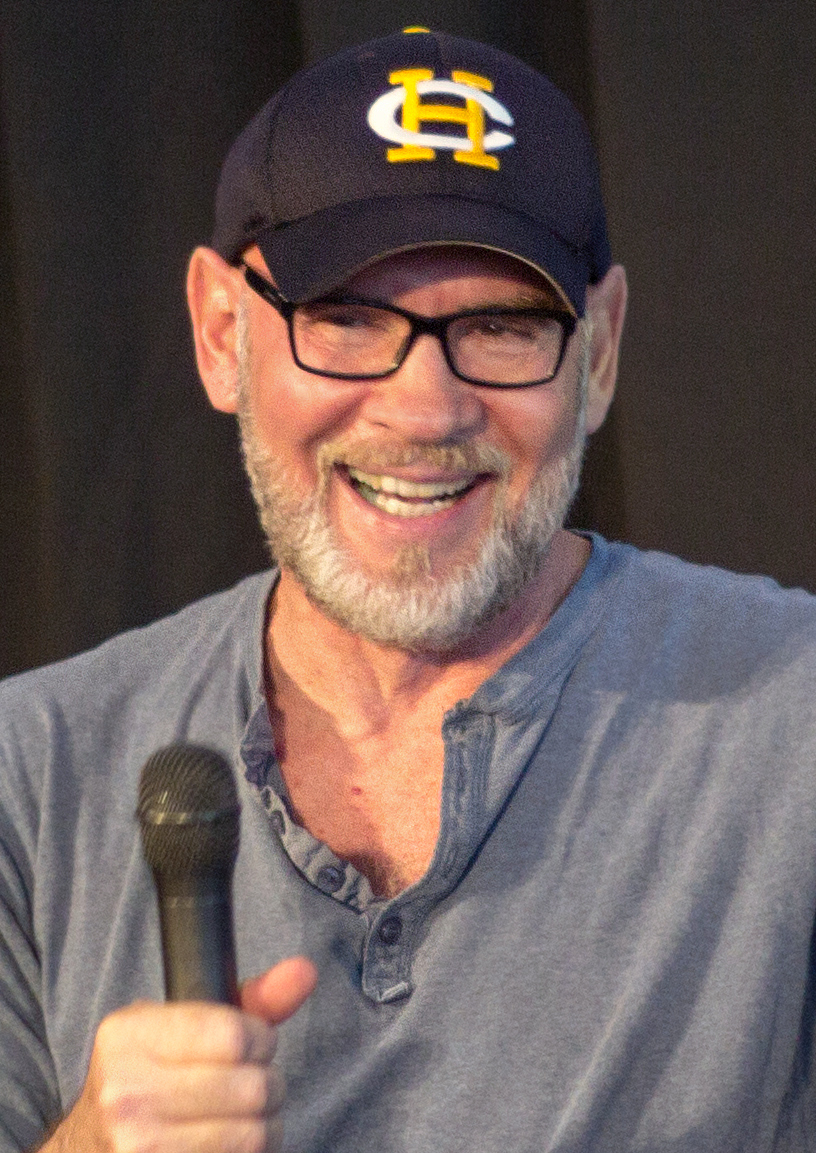

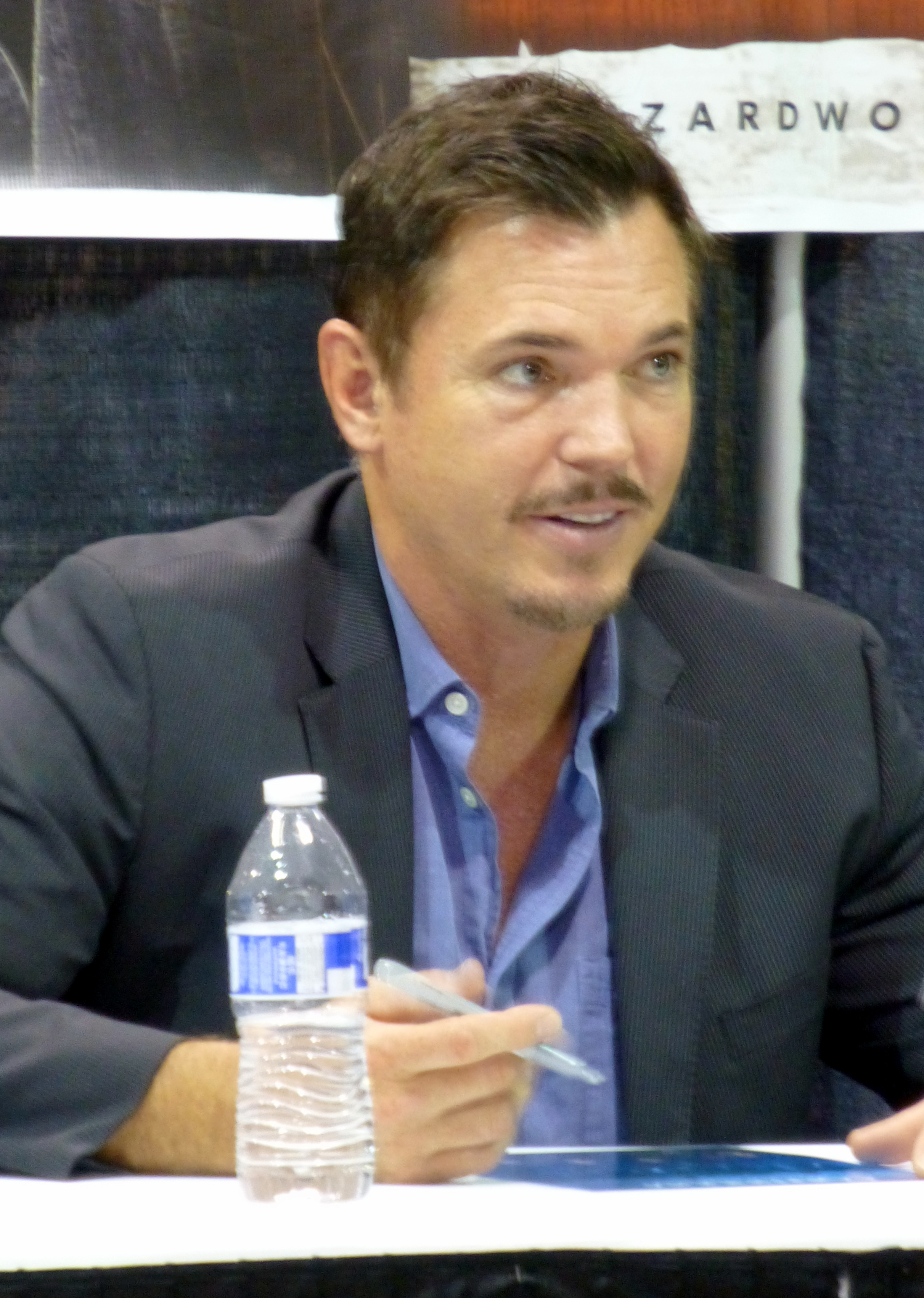

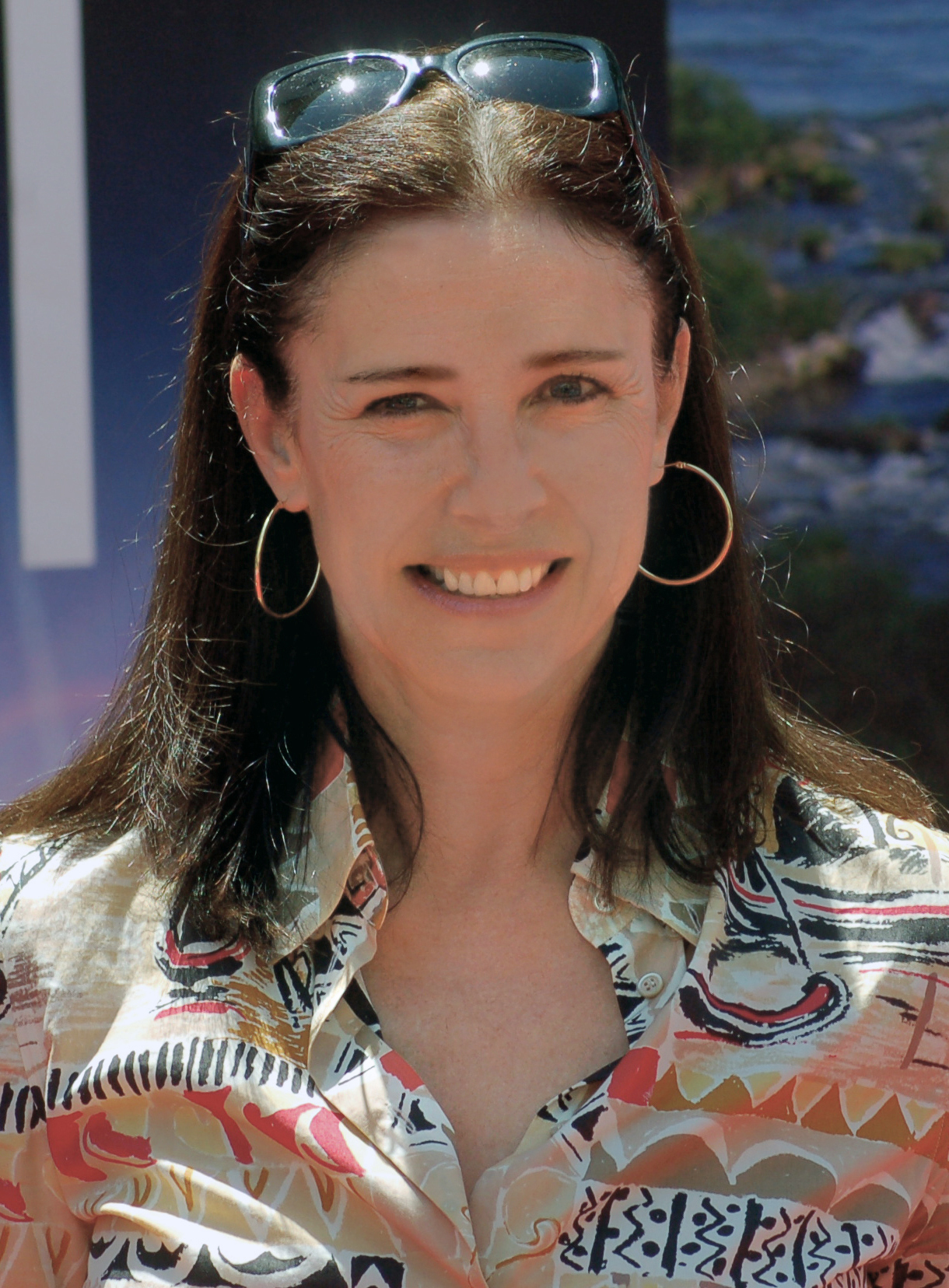

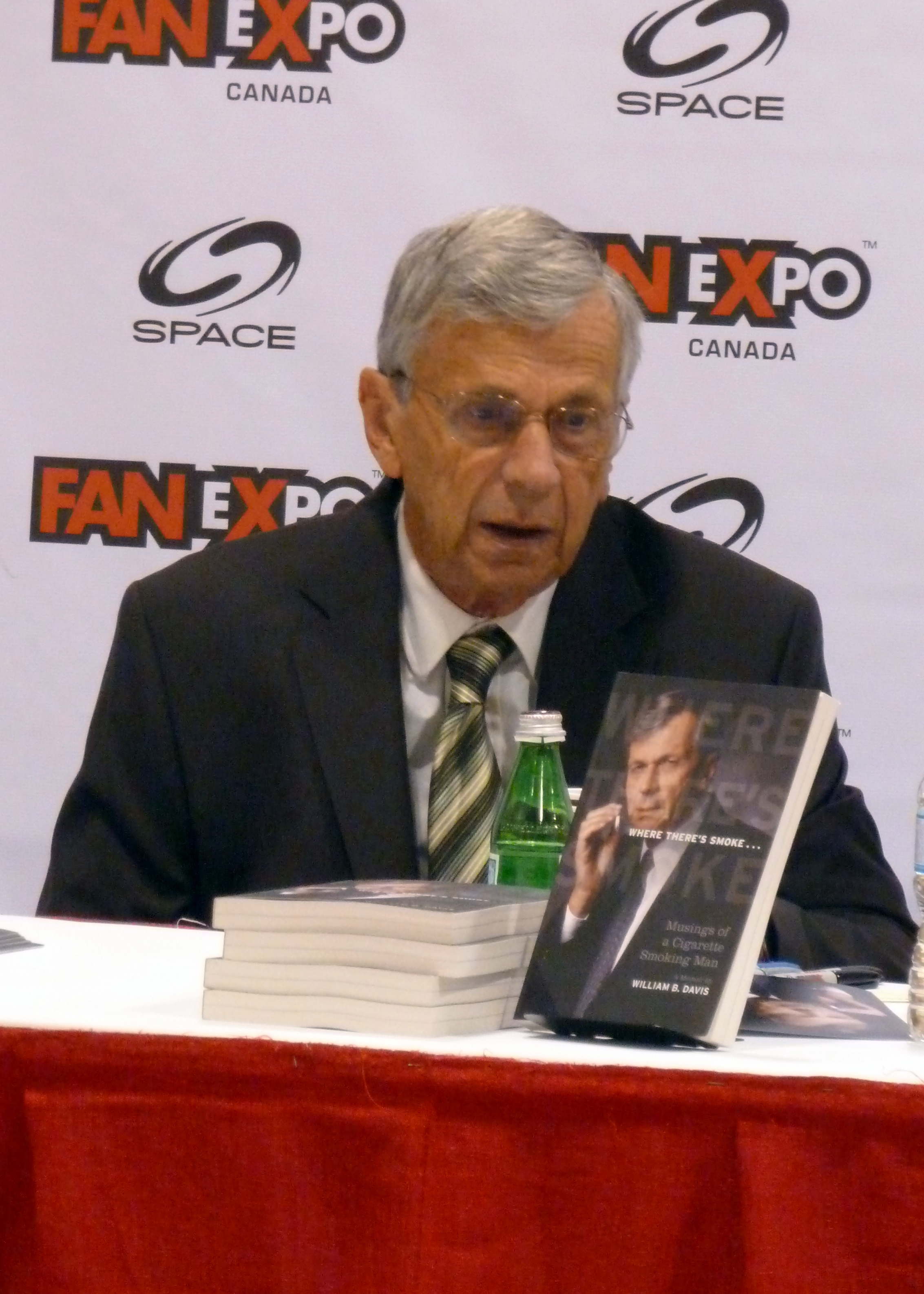

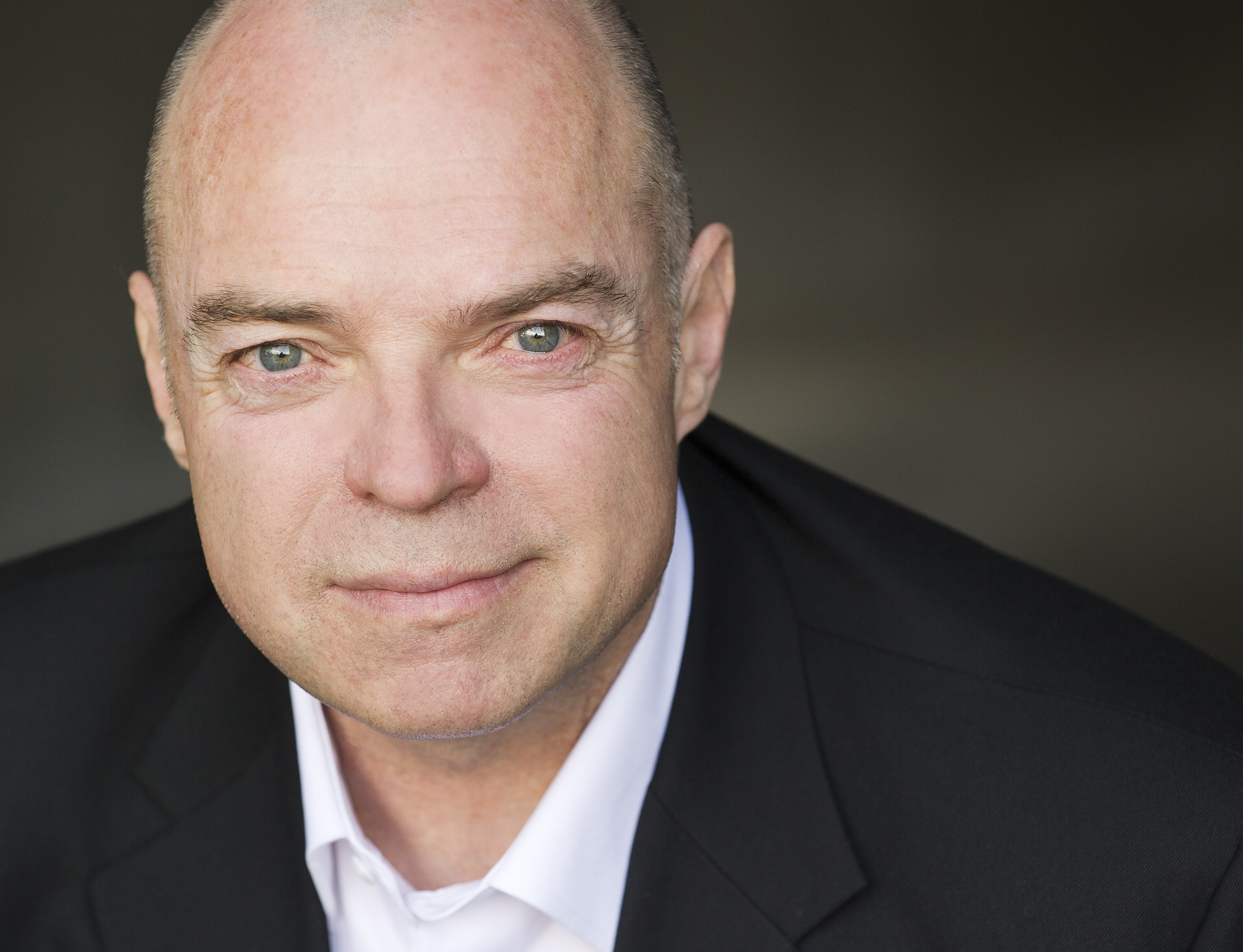

Малдер і Скаллі досліджують дивну скелю з артефактами із писемністю навахо, знайдену в Кот-д'Івуарі на місці смерті африканського вченого. Починається погіршення психічного здоров'я Малдера в Вашингтоні. Це змушує його звернутися за допомогою до агента Фоулі. Рішучість Скаллі спростувати теорію, що життя на Землі почалося з інопланетних прибульців, призводить її в Нью-Мексико, де вона знаходить вмираючого Альберта Хостіна. Також виявляється, що уламок з артефактами включає уривки з Біблії і карту людського геному. У той час, як Малдер мучиться в психіатричній лікарні, Скаллі раптово вирішує поїхати в Африку.

## Зміст
Істина поза межами досяжного
Лунає оповідь про розвиток життя на Землі і циклічність катаклізмів — які призводили до вимирання. Таких катаклізмів було п'ять. І науковці попереджають про шосте вимирання.
На пляжі в Кот-д'Івуарі металевий артефакт з написами виявив професор біології Соломон Меркмаллен. Коли він бере його до свого кабінету і розміщує разом із подібним артефактом, вони раптово зливаються і летять по кімнаті, впинаючись у Біблію. Артефакт починає самостійно розкручуватися. Потім Меркмаллен вирушає до США, щоб зустрітися зі Стівеном Сандозом, біологом Американського університету, який має третій артефакт. Коли Меркмаллен дістає артефакт, примати в клітках починають галасувати. Однак Меркмаллена вбиває чоловік, який представляється Сандозом; коли справжній Сандоз знаходить тіло, самозванець вже утік.
Волтер Скіннер доручає агентам Фоксу Малдеру та Дейні Скаллі розслідувати зникнення Сандоза, надаючи замальовку артефакту Меркмаллена. Малдер розповідає Скіннеру, що Меркмаллен і Сандоз підтримували ідею панспермії — теорію, яка передбачає позаземне походження життя на Землі.
Малдер починає страждати від шуму в голові і не чує, як говорить Скаллі — стан, здавалося б, викликаний малюнком. В університеті агенти зустрічаються з доктором Барнсом — чоловіком, який видавав себе за Сандоза — який визнає недовіру до теорій колеги Сандоза. Стан Малдера погіршується, але він відмовляється їхати до лікарні і через, здавалося, телепатичні здібності, розуміє, що Барнс вбив Меркмаллена. Пізніше, в кабінеті Малдера, Чак Беркс каже їм, що символи на артефакті є з мови навахо і що вони були фальшивими.
У квартирі Сандоза Малдер і Скаллі знаходять його фотографію з Альбертом Гостіном — шифрувальником американської армії часів Другої світової війни; вони також знаходять розчленоване тіло Меркмаллена у мішку для сміття. Агенти звітують Скіннеру, при цьому Малдер вважає, що Сандоз переховується і що артефакт випромінює космічні промені. Здається, він також знає, що у справі бере участь хтось інший, але Скіннер мовчить.
Однак після того, як агенти підуть, Скіннер передає відеозапис їхньої розмови Алексу Крайчеку, який згодом надає її Барнсу. Скаллі їде до Нью-Мексико і виявляє, що Гостін помирає від раку. Тим часом Малдер йде в університет, щоб вислідити Барнса, але його охоплює головний біль і Фокс падає на сходах. Скаллі натрапляє на Сандоза і заганяє його в кут. Сандоз стверджує, що Альберт допомагав йому перекладати артефакти, до яких належали уривки з Біблії. Крайчек бачить Малдера на підлозі і йде далі.
Крайчек зустрічається з Барнсом і пропонує співпрацю. Скаллі зв'язується з Малдером, який відпочиває вдома. Він вважає, що артефакт доводить — людство було створене інопланетянами. Діана Фоулі, яка є разом з Малдером, зв'язується із Курцем.
Церемонія зцілення проводиться для Альберта, але Скаллі змушена піти, коли Скіннер зв'язується з нею, повідомляючи, що Малдер перебуває у важкому стані та госпіталізований. Малдер утримується в камері з оббитими стінами і демонструє ненормальну мозкову діяльність. Малдер не впадає в кому від барбітуратів. Скаллі, дізнавшись, що Скіннер знає про їхню попередню розмову з Берксом, дорікає і йому, і Фаулі, перш ніж йде.
Скаллі збирається знайти камеру спостереження у відділі досьє «Цілком таємно», коли їй телефонує Сандоз, який повідомляє, що артефакт містить інформацію про геном людини. Незабаром після цього Крайчек вбиває Сандоза.
Дейна прямує до Африки, де виявляє, що артефакт є частиною великого космічного корабля, частково похованого на пляжі.

## Зйомки
«Біогенез» започаткував новий напрямок міфології серіалу, ставлячи під сумнів походження людського життя. Цю ідею втілив Кріс Картер, який цікавився можливістю позаземної участі у великих вимираннях, що сталися мільйони років тому. Картер заявив, що на початку серіалу він зустрівся з людиною, яка була однією з осіб, відповідальних за керівництво проекту мапування геному людини, який зацікавив його настільки, щоб пов'язати із міфологією серіалу про колоністів. Науковою основою для описання інопланетян стала спроба сценаристів об'єднати різні думки Малдера і Скаллі, що було вдосконалено в пізніших сезонах серіалу. Френк Спотніц стверджував, що ідеї, використані в цьому епізоді, обговорювались між ним та Картером протягом декількох років, і їх стало легше висловити після завершення більшої частини лінії змови в епізодах шостого сезону «Два батька» та «Один син». Зрештою Картер розробив сценарій у Ванкувері, працюючи над пілотом для серіалу «Harsh Realm», і надіслав копії виробничій групі по факсу.
Професора Соломона Меркмаллена зіграв Майкл Чіньямурінді, який імігрував до США за десять років до того і раніше прослуховувався до епізоду четвертого сезону «Теліко». Кілька африканських імігрантів знімалися для зображення рибалок, яких Скаллі зустрічає уздовж африканського узбережжя. Університетські сцени знімали в Університеті Каліфорнії у Лос-Анджелесі, тоді як сцени на узбережжі знімали в державному парку Лео Каррільо. Погодні умови обумовили, що знімальна група мала лише близько 45 хвилин на день для зйомок в останньому епізоді. Космічний корабель був створений цифровим способом, і його створення коштувало приблизно 150 000 доларів. Позаземне письмо артефактів базувалося на інциденті з НЛО в Кексбурзі 1965 року. Тоді місцеві жителі знайшли в лісі великий предмет у формі жолудя, на якому було написано письмом, схожим на єгипетські ієрогліфи. Гостін Еціті, яка раніше допомагала в епізоді «Благословенний шлях», керувала використанням та реалізацією символів навахо в цьому епізоді.
Велика частина епізоду була заснована на теорії палеоконтакту, яка передбачає, що розумні позаземні істоти відвідували Землю в давнину або доісторичний час та налагодили контакт з людьми. Френк Спотніц згодом зауважив, що був вражений тим, як мало негативних повідомлень фанатів серіалу отримав, незважаючи на той факт, що історія «Біогенез»/«Шосте вимирання»/«Амор Фаті» сильно натякала на те, що інопланетяни були джерелами понять Бога та релігії в серіалі. Він відзначив спосіб, в якому серіал обробляв цю делікатну тему, кажучи: «Часто в минулому ми робили речі, де я був впевнений, що отримаємо гнівні листи. Але ми це робимо нечасто. І причина в тому, як ми обробляли речі. У „Аморі Фаті“ ми поважали релігійну сторону». Пізніше теми «стародавніх космонавтів» були переглянуті в двох серіях дев'яого сезону «Провінанс» і «Провидіння»".

## Показ і відгуки
«Біогенез» вперше вийшов в ефір у США 16 травня 1999 року. Він отримав рейтинг Нільсена 9,4 з часткою 14, що означає — приблизно 9,4 % всіх домогосподарств, обладнаних телевізором, і 14 % домогосподарств, які дивляться телебачення, були налаштовані на епізод. Його переглянули 15,86 млн глядачів. Епізод показаний у Великій Британії на «Sky One» 25 липня 1999 року і отримав 0,55 мільйона глядачів. Пізніше епізод був включений у «Міфологію Цілком таємно, том 3 — Колонізація, колекція DVD», що містить епізоди, пов'язані з планами чужого колоніста взяти на себе панування Землею.
Том Кессеніч у книзі «Експертиза: несанкціонований погляд на сезони 6–9 Цілком таємно» надав епізоду позитивний відгук, написавши: «Біогенез дав нам Малдера без глузду, дводушних союзників і ворогів, зростання кількості тіл, і Скаллі на межі дивовижного відкриття. Це було чисте Цілком таємно і приголомшливий висновок до видатного шостого сезону». Ніна Сорді, оглядачка «Den of Geek», поставила «Біогенез» разом із «Шостим вимиранням» та «Шостим вимиранням II: Амор Фаті» як п'ятий найкращий епізод серіалу: «очевидно, що Цілком таємно прогресував, епізоди, що оточували ці сюжетні лінії та переломні моменти, які пережили Малдер і Скаллі, штовхали їх все далі і далі до повної, незворотної поразки. Це особливо гостро відчувається під час перегляду цих трьох епізодів, що викликають тривогу». Моніка С. Кюблер із видання «Exclaim!»: «Біогенез, Шосте вимирання та Амор Фаті, є одними з найкращих епізодів протягом фази колонізації в серіалі». Рецензент «The Michigan Daily» Меліса Рунстром зазначила, що «Біогенез», а також «Один син» і «Два батьки» були головними моментами шостого сезону.
Зак Гендлен відзначив епізод оцінкою «Б» і назвав «досить божевільним наприкінці, і я справді хочу знати, що буде далі». Він користувався основною передумовою, включаючи ідею про те, що прибульці брали активну участь у розвитку людства — порівнюючи це з фільмами Стенлі Кубрика «Космічна одіссея 2001 року» та Рідлі Скотта «Прометей». Однак, оскільки він рецензував серіал ретроспективно, Гендлен був дещо розчарований тим, що в наступному сезоні сюжетна лінія не відновилася. Зрештою, він зазначив, що початок був «амбітним, але це точно не має сенсу, бо багато значить, де міфологія Цілком таємно знаходиться в даний час».
Інші огляди були більш критичними. Роберт Шірман і Ларс Пірсон у книзі «Хочемо вірити: критичний путівник по Цілком таємно, Мілленіуму та Самотніх стрільцях» оцінили епізод 2 зірками з п'яти. Вони серйозно критикували епізод за переробку сюжетних ліній, написавши: «Після знищення Синдикату цей епізод широко рекламували як початок нової міфології серіалу. То чому перегляд його дає таке сильне відчуття дежавю?» Оглядачка «Cinefantastique» Пола Вітаріс резюмувала епізод так: «ніби хтось переніс сценарій до „Анасазі“ — одного з найкращих епізодів Цілком таємно коли-небудь — трохи змінив сюжет, а потім позбавив його практично всіх людських інтересів».

## Знімалися
| Актор              | Роль                        |
| ------------------ | --------------------------- |
| Девід Духовни      | Фокс Малдер                 |
| Джилліан Андерсон  | Дейна Скаллі                |
| Мітч Піледжі       | Волтер Скіннер              |
| Ніколас Ліа        | Алекс Крайчек               |
| Мімі Роджерс       | Діана Фоулі                 |
| Вільям Брюс Девіс  | Курець                      |
| Майкл Інсайн       | Барнс                       |
| Флойд Вестерман    | Альберт Гостін              |
| Білл Доу           | Чарльз Баркс                |
| Майкл Чіньямурінді | Меркмаллен                  |
| Шейла Тоузі        | медсестра-індіанка          |
| Бенджамін Оньянго  | другий африканський чоловік |